# 159
El año 159 (CLIX) fue un año común comenzado en domingo del calendario juliano, en vigor en aquella fecha.
En el Imperio romano el año fue nombrado el del consulado de Quintilo y Prisco, o menos frecuentemente, como el 912 ab urbe condita, siendo su denominación como 159 a principios de la Edad Media, al establecerse el anno Domini.

## Acontecimientos
- Comienza en la India, el reinado de Shivashri Satakarni como rey Satavahana de Andhra.

## Nacimientos
- Gordiano I, emperador romano.